# Gaahl

Logo de Gaahls Wyrd

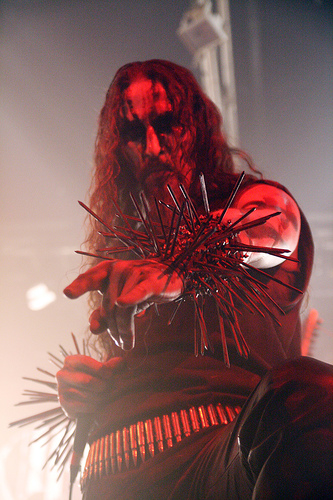
Gaahl sur scène à Paris en 2007.

Kristian Eivind Espedal (né le 7 août 1975), plus connu sous son nom de scène Gaahl, est un chanteur norvégien, célèbre pour avoir été l'ancien chanteur du groupe norvégien de black metal Gorgoroth. Il est aussi le fondateur et le leader de Trelldom et de Gaahlskagg. Il a aussi été impliqué dans d'autres projets, tels que Wardruna.
Il s'est récemment essayé au cinéma, dans le film norvégien Dagmar : L'Âme des vikings de Roar Uthaug, incarnant le rôle de Grim. Depuis 2015, il est le chanteur de son nouveau projet Gaahls Wyrd.

## Enfance
Gaahl est né en 1975 à Sunnfjord, une circonscription dans le Comté de Sogn og Fjordane, en Norvège. Il a passé son enfance et son adolescence dans une vallée peu peuplée, nommée Espedal, dans la municipalité de Fjaler. Gaahl et sa famille possèdent toujours des résidences dans la vallée, bien qu'il passe l'essentiel de son temps à Bergen.

## Carrière

### Débuts (1993-1998)
Gaahl prend goût au black metal en 1993, lorsqu'il forme Trelldom avec le guitariste « Tyrant » et le bassiste « Taakeheim ». Une démo paraît en mars 1994, avec Goat Pervertor comme batteur. Gaahl et Tyrant enregistrent et sortent le premier album de Trelldom, Til Evighet au début de l'année 1995, avec le batteur « Ole Nic ». En 1998, Trelldom sort un autre album, Til et Annet, avec « Mutt » à la batterie. Cette année-là, Gaahl s'implique avec le groupe Sigfader, avec Stian Laegreid (« Skagg »), Tarjei Ovrebotten (« Goatboy »), Jan Atle Laegreid (« Thurzr »), Einar Selvik (« Kvitrafn ») et Mutt. Il devient aussi membre de Gaahlskagg, avec les mêmes Skagg, Thurzr et Mutt. Les deux groupes sortent un EP en 1999.

### Gorgoroth (1998-2007)
Gaahl rejoint Gorgoroth en 1998, et contribue à leur quatrième album, Destroyer, bien qu'il n'apparaisse que sur le titre éponyme. Il apparaît en live pour la première fois avec le groupe en mai, en Allemagne, dans une tournée de 5 dates (et non de 30, comme l'ont affirmé Gaahl et le leader de Cradle of Filth Dani Filth en 2009 dans une interview du magazine Terrorizer,,.)
Le premier album de Gorgoroth avec Gaahl comme chanteur principal est Incipit Satan. L'album, enregistré entre juillet et octobre 1999, est principalement l'œuvre d'Infernus : il a été composé par Infernus et Tormentur et les paroles par Infernus et Gaahl, à qui on doit le titre éponyme, ainsi que Ein Eim av Blod og Helvetesild. C'est aussi le premier album de Gorgoroth à inclure des éléments de musique industrielle, de dark ambient et de musique bruitiste.
Gaahl est emprisonné entre février et décembre 2002 pour avoir agressé un homme, et est condamné à lui payer 158 000 NOK, ce qui équivaut à quelque 27 000 dollars. Gorgoroth commence l'enregistrement de l'album Twilight of the Idols en mai, sans Gaahl, qui ne rejoint le groupe qu'en janvier 2003, 6 mois avant sa parution.

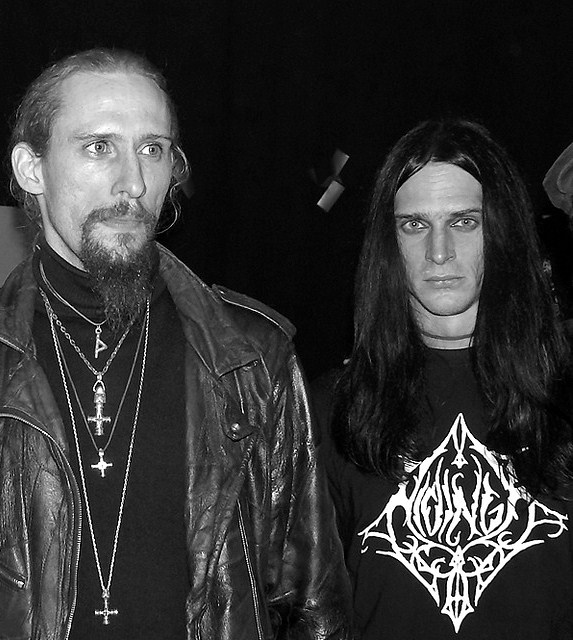
Gaahl (gauche) avec King Ov Hell.

En février 2004, Gorgoroth est à l'affiche d'un concert à Cracovie, en Pologne, dans lequel sont présentées des têtes de moutons. La représentation est empreinte de symboles sataniques, et il y a même une quasi-crucifixion jouée par quelques mannequins tachés de sang, engagés par Gorgoroth. Une enquête de police est ouverte, sous les motifs d'offense religieuse (cette offense étant sanctionnée par la loi polonaise) et de cruauté envers des animaux. Bien que ces charges soient retenues, le groupe n'est pas condamné. Ce scandale entraîne l'écartement du groupe du Nuclear Blast Tour et la confiscation de la vidéo du concert par la police. Après l'incident, Gorgoroth résilie son contrat avec le label.
En janvier 2005, Gorgoroth commence à travailler sur son album suivant. Les parties instrumentales sont enregistrées entre janvier et mai 2005, et Gaahl enregistre le chant en mars 2006. Ad Majorem Sathanas Gloriam paraît quelques mois plus tard. Bien que le titre soit l'œuvre d'Infernus, les paroles et la musique de cet album ont été conçues par King Ov Hell et Gaahl lui-même.
Accusé d'avoir agressé et torturé un homme pendant six heures en collectant son sang dans un verre et de l'avoir menacé de lui faire boire, Gaahl passe à nouveau plusieurs mois en prison d'avril à décembre 2006. Des quinze auxquels il avait été initialement condamné, il en purge neuf. La victime reçoit 190 000 NOK, l'équivalent de 32 500 dollars environ. Gaahl argue cependant la légitime défense : « J'étais celui qui était attaqué, mais ils pensent que je l'ai trop puni. Comme je dis toujours, quand les gens franchissent les limites... alors je serai celui qui décidera de leur sanction. »
En janvier 2007, Gaahl participe à un documentaire, True Norvegian Black Metal, diffusé sur vice.com. Dans ce dernier, Gaahl guide les réalisateurs dans sa résidence à Espedal et dans la campagne avoisinante. Il a été produit par Peter Beste, qui y participe également.
En mai de la même année, Gaahl participe au troisième album de Trelldom, Til Minne. Il est le seul fondateur du groupe à y apparaître. Les autres membres sont le guitariste « Valgard », le bassiste « Stian », le batteur « Are », et le violoniste Egil Furenes. En octobre, Gaahl et King Ov Hell entrent en conflit avec Infernus, le membre fondateur, de Gorgoroth, en essayant de l'empêcher de réutiliser le nom du groupe.

### L'après Gorgoroth (2008-présent)

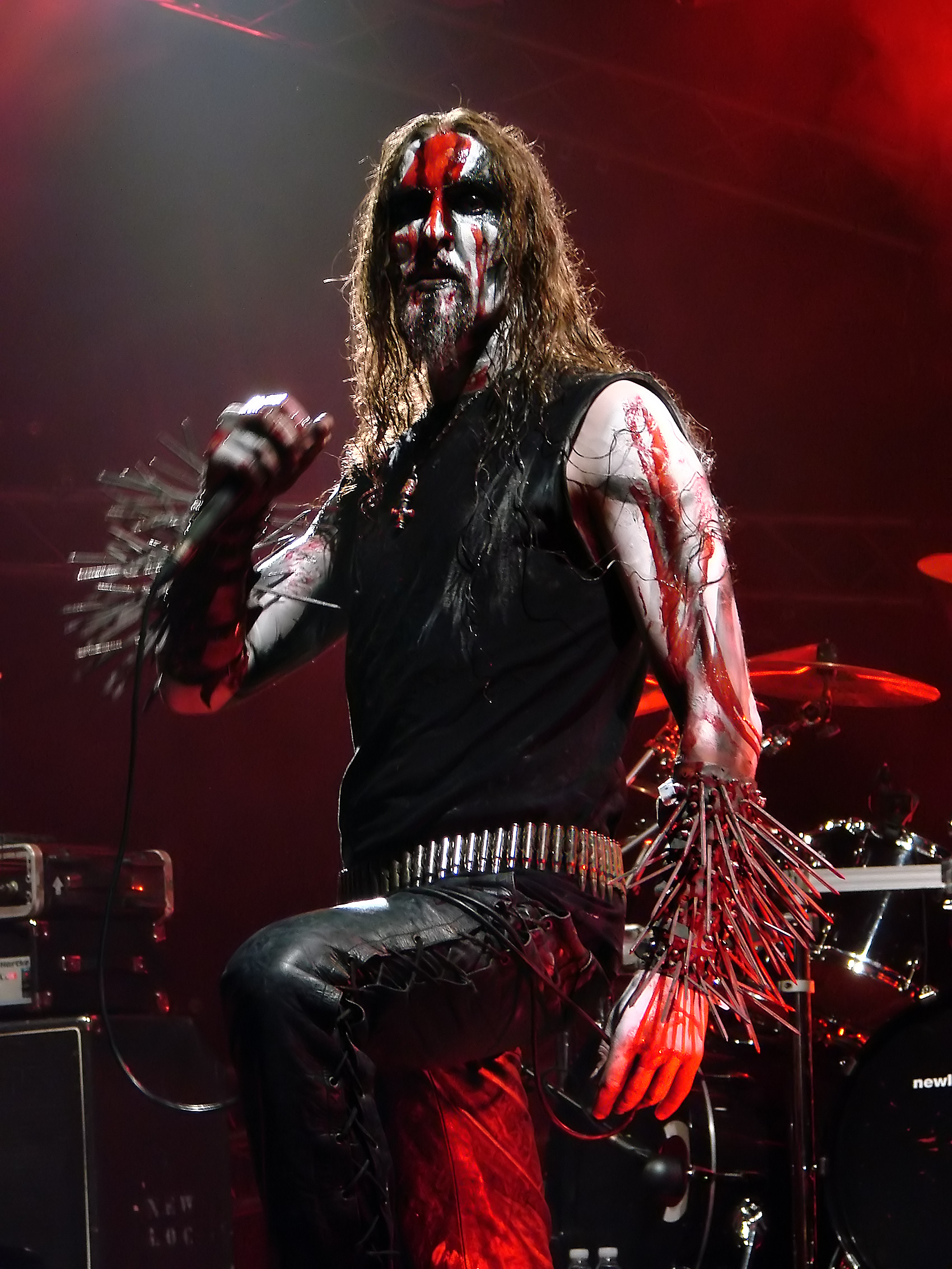
Gaahl au Hellfest en juin 2009.

En juillet 2008, Gaahl révèle dans une interview en ligne qu'il est impliqué dans la création de Wynjo, une collection de mode féminine, ayant collaboré avec le fashion designer norvégien Dan de Vero, ainsi qu'avec Sonja Wu,. Au même moment, il révèle avoir eu une « relation intime » avec De Vero depuis 2006,. Il a aussi fait remarquer qu'ils ne formaient plus un couple mais que leur amitié perdurait. Dans une interview donnée en novembre à Rock Hard, Gaahl confirme explicitement son homosexualité.
Peu de temps après, De Vero révèle qu'il a reçu, par courrier, par téléphone et par e-mail, diverses menaces de la part de fans de black metal. Gaahl est également impliqué de son propre aveu dans une sérieuse altercation en coulisse du festival Wacken Open Air , apparemment causée par des remarques homophobes. Lorsqu'il est interrogé sur les réactions du public après avoir révélé son homosexualité, Gaahl répond :

« L'humanité est connue pour être étroite d'esprit... peut-être que quelques-uns [auront une réaction négative]. Mais je pense que cela reste équilibré. Je crois que cela sera positif pour quelques-uns et négatif pour d'autres. C'est toujours bon d'avoir du négatif aussi parfois. Si ce n'était pas le cas, cela finirait avec de l'égalité. Et l'égalité est la pire chose qui existe. L'égalité est la stagnation. Elle ne laisse rien grandir. Elle retient. »

En mars 2009, une décision de la Cour d'Oslo met fin à la dispute à propos du nom de Gorgoroth, en donnant raison à Infernus et en lui permettant de conserver la propriété du nom du groupe. Il a aussi été découvert, qu'essayant d'exclure Infernus, Gaahl et King ont quitté le groupe volontairement, alors qu'ils ont prétendu en être chassés par Infernus. Ces derniers, laissant tomber Gorgoroth, fondent God Seed.
Début 2009, Gaahl passe deux mois en Espagne, durant lesquels, selon King ov Hell, il travaille sur les paroles et sur les arrangements vocaux pour le premier album de God Seed,. Malgré cela, au début de 2009, il annonce :

« Nous avons enregistré tout et attendons juste le chant de Gaahl et le mix final. C'est parfois un cauchemar de travailler avec lui en studio à cause de son orgueil, son arrogance dans les moindres détails de l'album. S'il n'est pas de bonne humeur et s'il ne trouve pas les bons mots, nous ne faisons rien. À un moment, j'ai passé des jours dans le studio assis pendant que rien n'était fait. C'est la même chose actuellement, mais j'ai le pressentiment que nous obtiendrons un résultat puissant et unique. »

Lors de l'été 2009, le groupe donne un concert au Hellfest en juin et au With Full Force en juillet. En août, Gaahl annonce qu'il quitte le groupe,. King ov Hell clarifie la situation en expliquant que Gaahl souhaite s'éloigner temporairement du metal, et ne met le groupe qu'en pause. Depuis, le groupe s'est reformé et travaille toujours sur son premier album studio.
En janvier 2010, Gaahl est choisi par « Den National Scene » à Bergen pour jouer un rôle dans Svartediket, pendant le Festival international du film de Bergen, ce qui cause un certain scandale à cause de ses vues anti-chrétiennes, et de son soutien des incendies d'églises. L'évêque de Bjorgvin en parle dans un discours contre l'implication de Gaahl[pas clair].

## Croyances

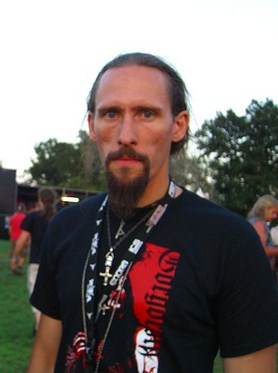
Gaahl en 2009.

Gaahl est de confession chamanique, et porte régulièrement un pendentif Mjöllnir,

### Satanisme
Contrairement aux idées reçues[évasif], il n'est pas sataniste. Dans une interview de 1995, il affirme : « Je suis mon propre Dieu et je suis mon propre Satan. Je n'appelle pas cela « satanisme » ; par conséquent, je ne suis pas sataniste, ». Il confirme cette croyance dans le documentaire True Norwegian Black Metal (en) lorsqu'il prétend que « le Dieu en chacun de nous est le seul vrai Dieu. »
Dans une interview pour le documentaire Metal : A Headbanger's Journey, lors de laquelle il lui est demandé (en tant que vocaliste de Gorgoroth à l'époque) ce qui inspire la musique du groupe, il répond pourtant : « Satan. » Lorsqu'il s'est vu demander ce que Satan représentait, il réplique : « Liberté. »
Gaahl explique son utilisation de thèmes sataniques :

« Nous vivons dans un monde Chrétien et nous nous devons de parler leur langage... Lorsque j'utilise le mot « Satan », cela signifie pour moi l'ordre naturel, la volonté d'un homme, la volonté de grandir, la volonté de devenir... libre et de ne plus être opprimé par aucune loi ecclésiastique, qui est l'unique moyen de contrôler les masses. »

Il s'est aussi vu demander s'il n'était pas influencé par Friedrich Nietzsche et sa théorie du surhomme, ce à quoi il répondit : « Pour moi, il n'est personne et je n'ai pas trop de choses en commun avec lui. Personnellement, je me concentre sur moi, sur mes propres pensées. »
Gaahl a exprimé son opposition à l'Église de Satan, la décrivant comme « un groupe de personnes faibles, se débattant comme des rats, apeurés de rester seuls debout » et ajoutant : « Anton Szandor LaVey et ses partisans sont incroyablement ridicules. Tout cela est tellement enfantin. Je ne vais même pas gaspiller du temps à parler d'eux,. »

### Christianisme
Lorsqu'il s'est vu demander dans le documentaire Metal: A Headbanger's Journey, en 2005, ce qu'il pensait des incendies d'églises associées aux débuts du black metal norvégien, il a répondu :

« Les incendies d'églises sont, bien sûr, une chose dont je suis partisan à cent pour cent. Encore plus d'églises devraient être immolées, et elles le seront prochainement. Nous nous devons d'éradiquer toute trace de christianisme, et toute racine sémitique qui subsiste encore dans ce monde,. »

Il affirmait néanmoins en 1995 :

« Personnellement, je n'y prête pas attention. Mais je crains que cela ne sème parmi le peuple l'idée que le black metal n'est fait que de nihilisme et de vues anti-chrétiennes, et guide de plus en plus de personnes vers le christianisme, puisque c'est cela qu'ils acceptent et qu'ils ne veulent pas perdre. Je crois que ce n'est pas la bonne manière de procéder. »

### Black metal
Gaahl voit en l'indépendance l'aspect le plus important du genre, qu'il décrit dans une interview de Rock Hard comme « une peinture sans compromis de l'honnêteté, et « une guerre pour ceux qui entendent le murmure[pas clair]. »

### Politique
Gaahl affirme être politiquement neutre, et avoir à la fois des amis de droite et de gauche.
En 2008, il explique ses propos[Lesquels ?] : « Dans les années 1990, il y avait ces groupuscules norvégiens et une chose guidait vers une autre. J'étais impliqué dans des combats et j'avais de faux amis... Il n'y avait aucune disposition politique, ni de ma part, ni de la part de mes amis. Mais tu dois toujours t'engager dans un certain groupe pour te défendre et t'en sortir ».

## Discographie

### Avec Gorgoroth
- Destroyer (1998)
- Incipit Satan (2000)
- Twilight of the Idols (2003)
- Ad Majorem Sathanas Gloriam (2006)

### Avec Gaahls Wyrd
- Bergen Nov '15 (2017)
- GastiR - Ghosts Invited (2019)
- The Humming Mountain (2021)

### Avec Trelldom
- Disappearing of the Burning Moon (1994)
- Til Evighet (1995)
- Til et Annet… (1998)
- Til Minne... (2007)

### Avec Gaahlskagg
- Split avec Stormfront (1999)
- Erotic Funeral (2000)

### Avec Sigfader
- Sigfaders Hevner (1999)

### Avec Wardruna
- Runaljod - gap var Ginnunga (2009)
- Runaljod - Yggdrasil (2013)

### Avec God Seed
- Live at Wacken (2012)
- I begin (2012)

### Autres apparitions
- Metal: A Headbanger's Journey (documentaire) (2005)
- True Norwegian Black Metal (documentaire) (2007)

## Iconographie

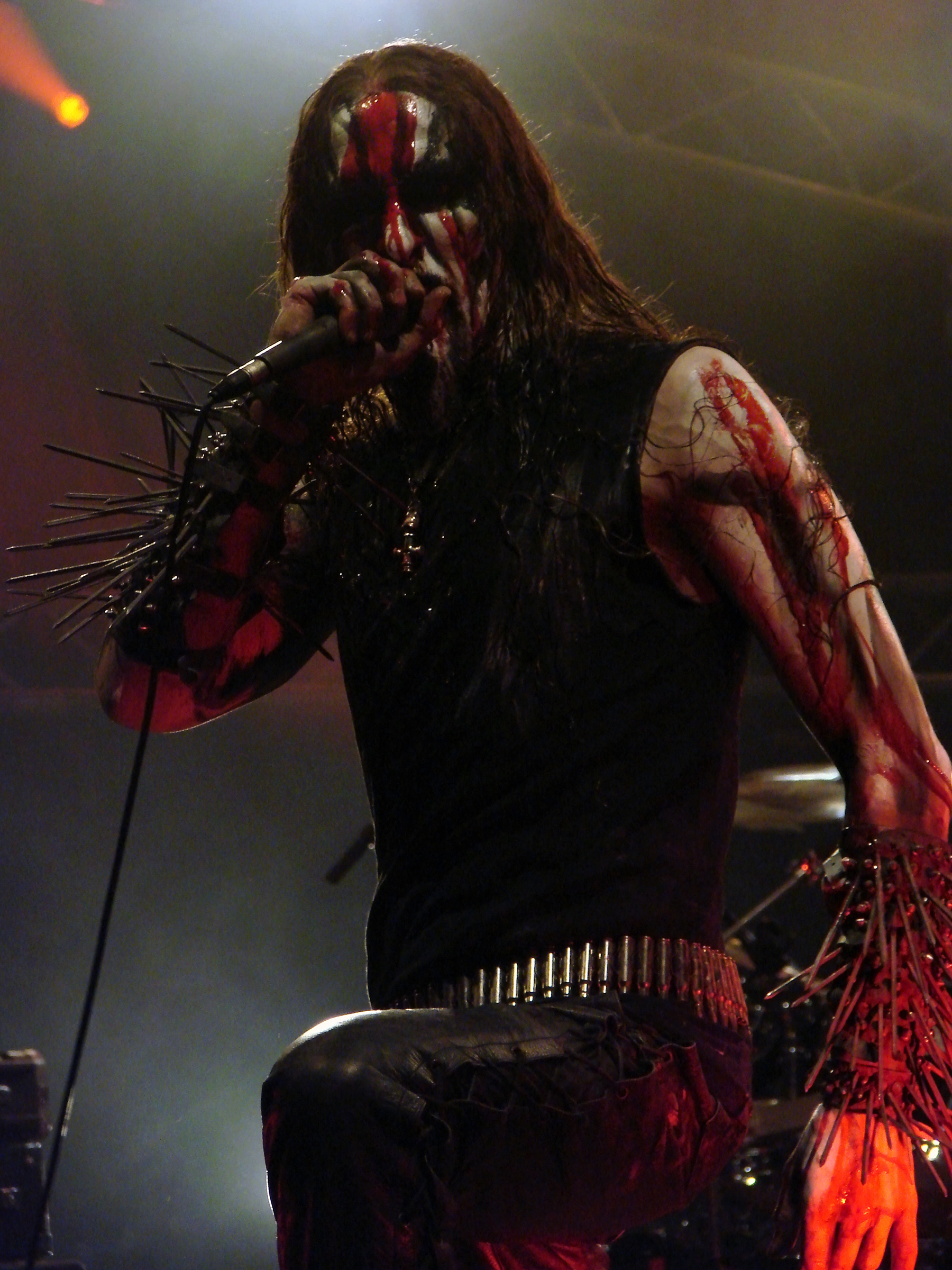
Gaahl avec God Seed (2009)
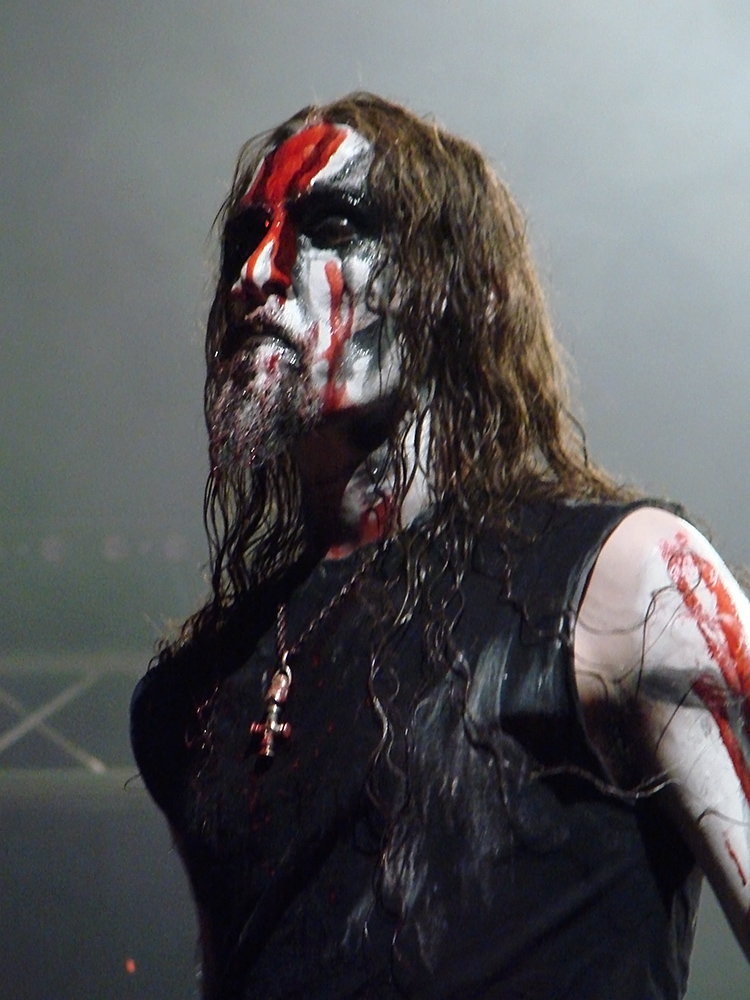
Gaahl avec God Seed (2009)
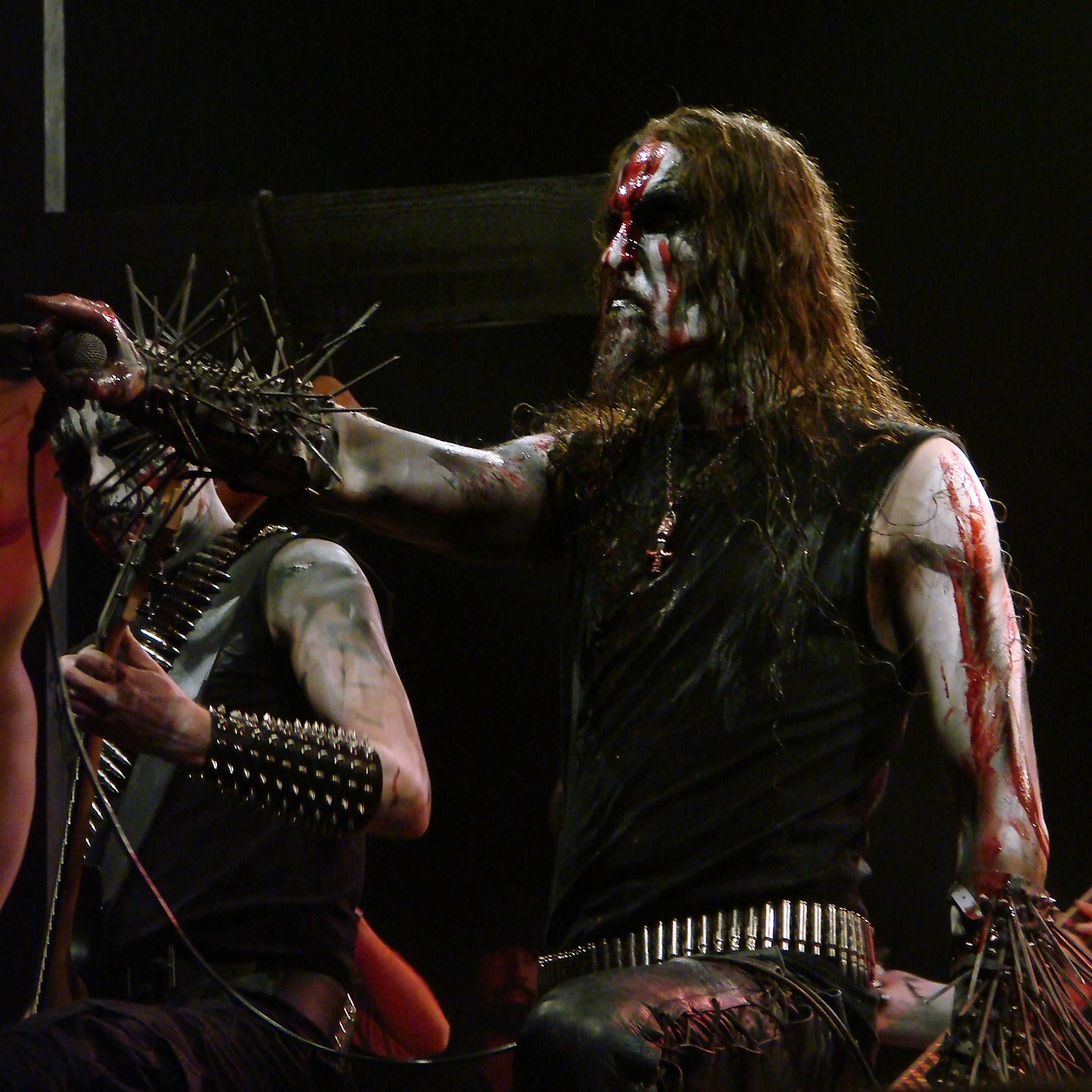
Gaahl et Teloch avec God Seed (2009)
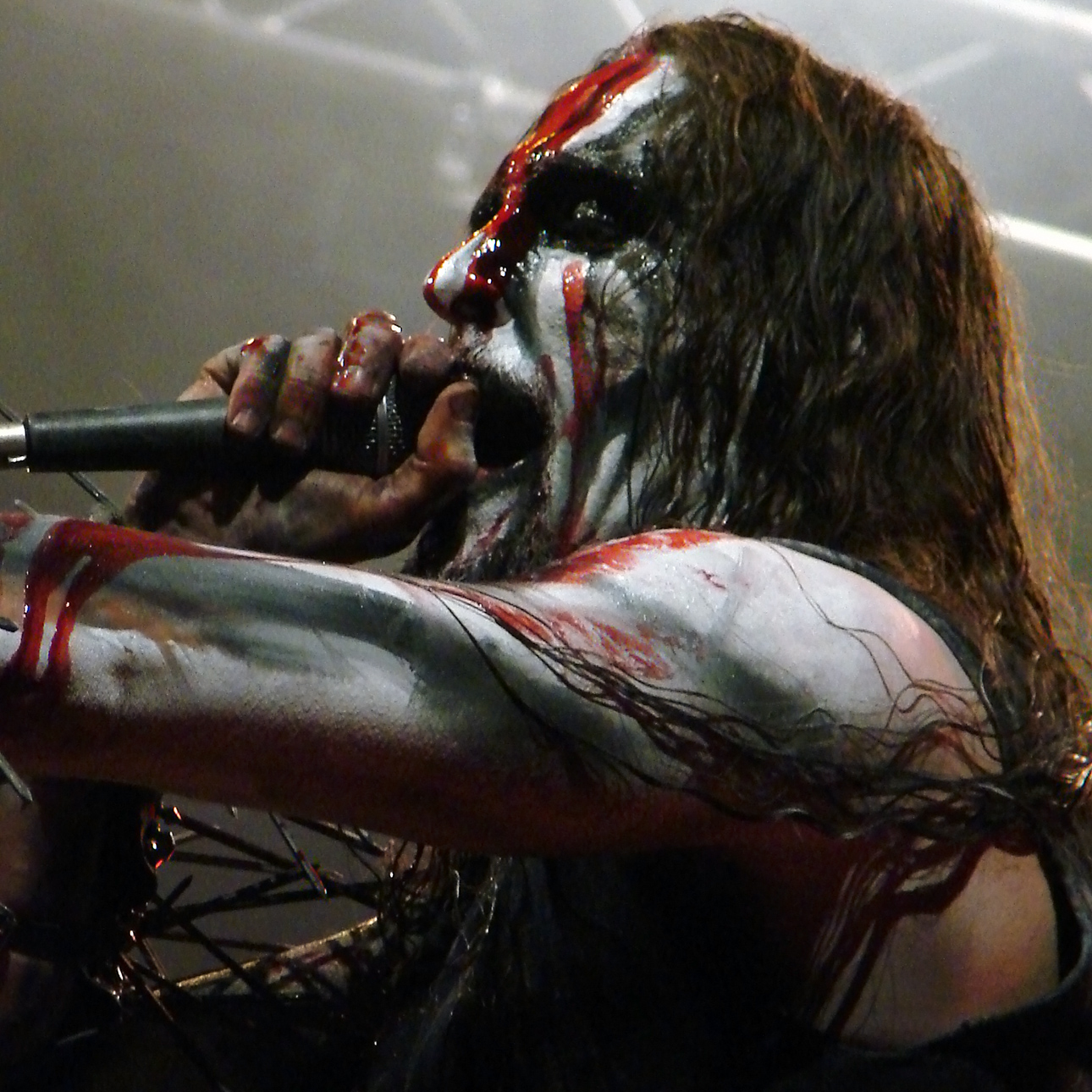
Gaahl avec God Seed (2009)